# ناحیه هائوجیانگ
هاوژیانگ (به لاتین: Haojiang District) یک سکونتگاه مسکونی در جمهوری خلق چین است که در شانتو واقع شده‌است.